# PGC 67477
LEDA/PGC 67477, auch UGC 11828, ist eine Spiralgalaxie vom Hubble-Typ Sab im Sternbild Pegasus am Nordsternhimmel. Sie ist schätzungsweise 372 Millionen Lichtjahre von der Milchstraße entfernt und hat einen Durchmesser von etwa 115.000 Lichtjahren. Vom Sonnensystem aus entfernt sich das Objekt mit einer errechneten Radialgeschwindigkeit von näherungsweise 8.200 Kilometern pro Sekunde.
Im selben Himmelsareal befinden sich unter anderem die Galaxien NGC 7146, NGC 7147, PGC 67462, PGC 1241934.